# Iván González López
Iván González López (n. 15 februarie 1988, Torremolinos) este un fotbalist spaniol care joacă pentru Alcorcón ca fundaș central.

## Palmares
- ASA Târgu Mureș
  - Supercupa României: 2015